# آستغیک آغاسیان
آستغیک آلکسیی آغاسیان (ارمنی: Աստղիկ Ալեքսեյի Աղասյան؛  ۲۷ اکتبر [سبک قدیمی: ۱۵ اکتبر] ۱۸۹۹ – ۷ مارس ۱۹۸۴) یک کارگردان و بازیگر اهل ارمنستان بود. 

## زندگی‌نامه
وی در (۲۷) ۱۵ اکتبر ۱۸۹۹ در تفلیس به دنیا آمد . وی همچنین برندهٔ جوایزی همچون چهره هنری شایسته ارمنستان شوروی شده‌است. وی در ۷ مارس ۱۹۸۴ در سن ۸۴ سالگی در ایروان درگذشت.